# Tadeusz Kasprzycki
Tadeusz Adam Kasprzycki [tadeuš kaspšycki] (16. ledna 1891 Varšava – 4. prosince 1978 Montreal) byl polský generál, vysoký důstojník POW.

## Biografie
Ve Francii studoval matematiku a politické vědy, v Ženevě mezinárodní právo. Za první světové války bojoval v polských legiích. V roce 1929 byl povýšen do hodnosti brigádního generála. V letech 1935 až 1939 byl ministrem národní obrany. Roku 1936 byl povýšen na divizního generála. V průběhu zářijové kampaně 1939 uprchl i s vládou před postupujícím Wehrmachtem do Rumunska, kde byl internován. Až v roce 1944 odešel přes Istanbul do Velké Británie a odtud v roce 1945 do Kanady. Zemřel v roce 1978 v Montrealu.

## Dílo
- Kasprzycki, Tadeusz. Kartki z dziennika oficera I brygady. Komorów: Wydawnictwo ANTYK Marcin Dybowski, 2010. 546 S. ISBN 978-83-86482-69-6.

## Odkazy

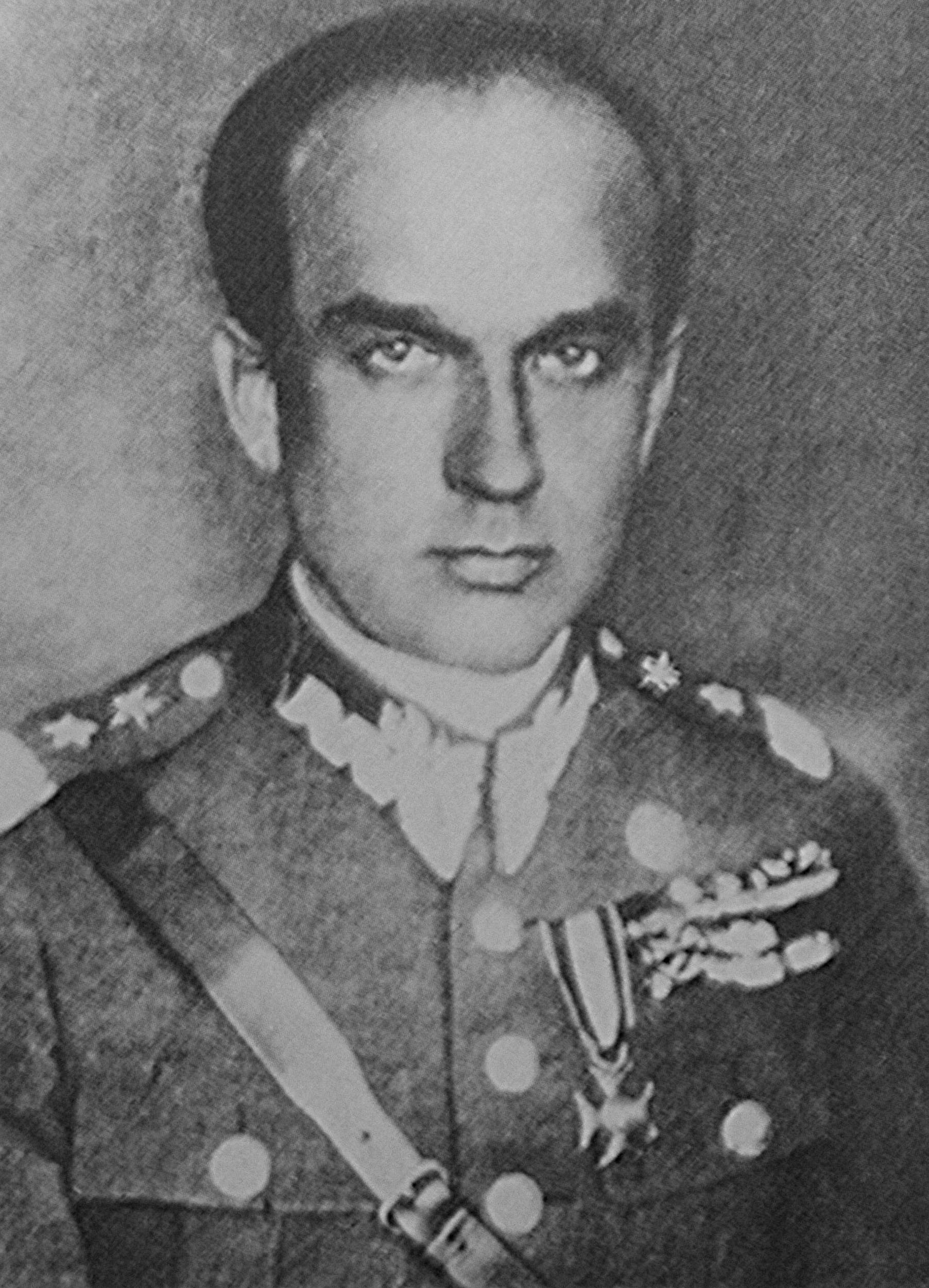
gen. Tadeusz Kasprzycki